# الپین (ایندیانا)
الپین، ایندیانا (به انگلیسی: Alpine, Indiana) یک منطقهٔ مسکونی در ایالات متحده آمریکا است که در ایندیانا واقع شده‌است.

## خصوصیات
الپین ۲۳۱٫۹۶ متر بالاتر از سطح دریا واقع شده‌است.